# Enyo camertus
Enyo camertus är en fjärilsart som beskrevs av Jean Baptiste Boisduval 1875. Enyo camertus ingår i släktet Enyo och familjen svärmare. Inga underarter finns listade i Catalogue of Life.